# جيمس بيرك (سياسي)
جيمس بيرك (بالإنجليزية: James Burke)‏ هو سياسي أسترالي، ولد في 4 فبراير 1971 ببورت مورسبي في بابوا غينيا الجديدة. حزبياً، نشط في حزب العمال الأسترالي. وقد انتخب عضو الجمعية التشريعية للإقليم الشمالي ‏ عن دائرة Electoral division of Brennan ‏ (2005 – 2008).